# Rubik's Revenge

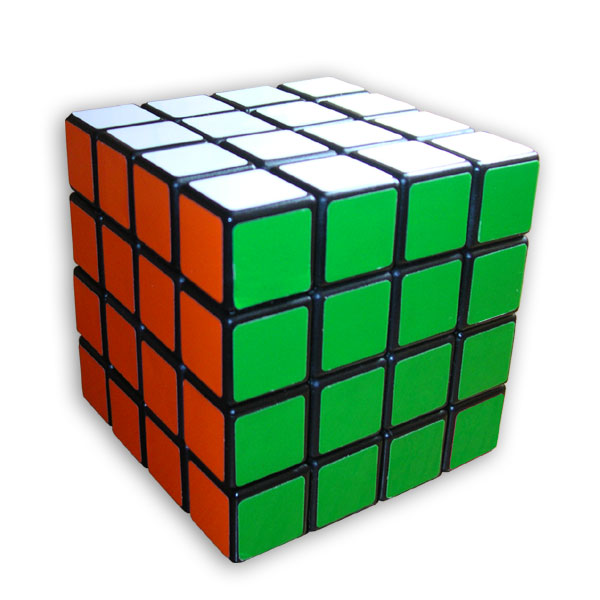
De puzzel in opgeloste staat

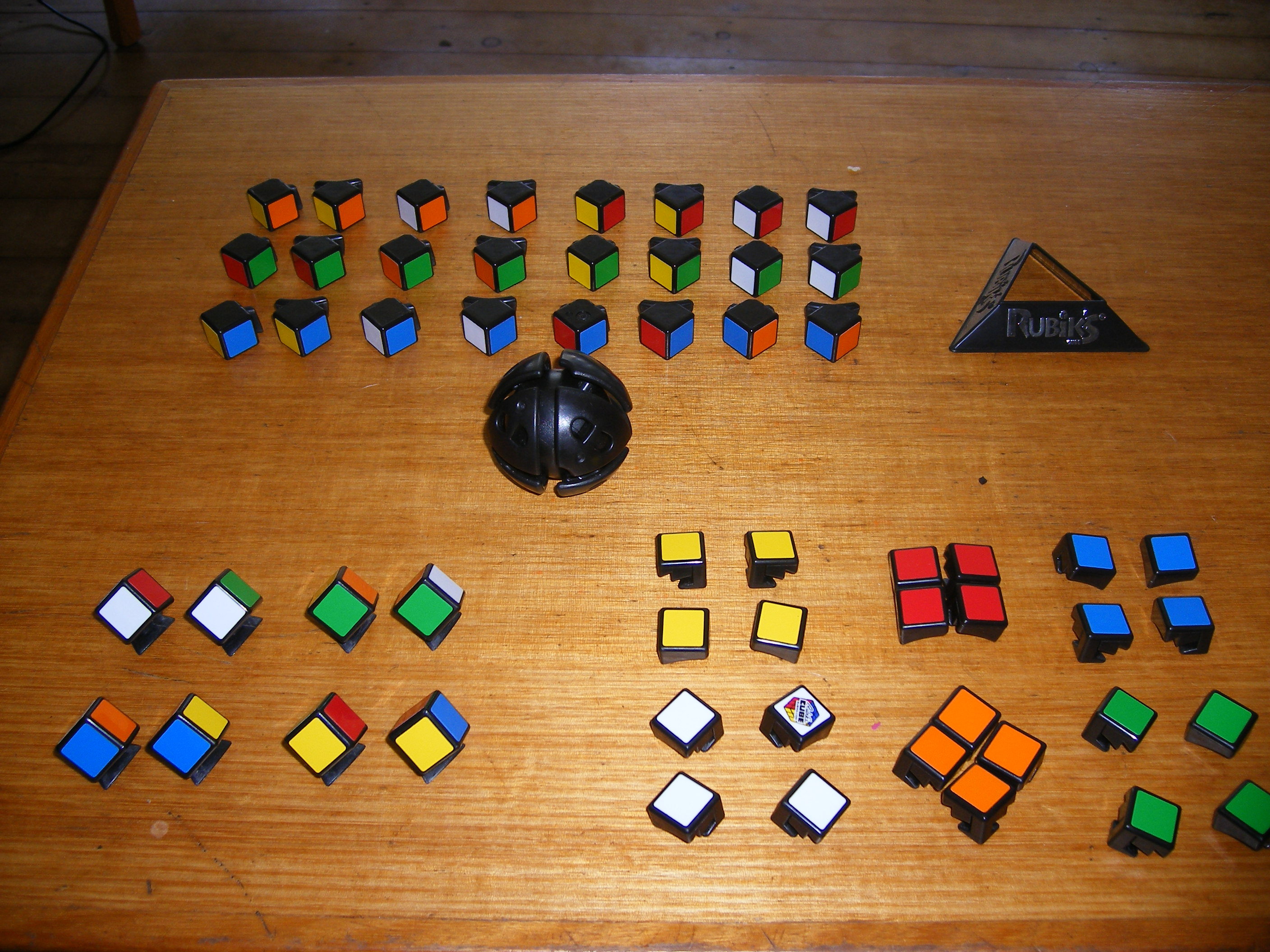
Een uiteengenomen puzzel met alle losse onderdelen

Rubik's Revenge (Engels, "de wraak van Rubik") is de naam van een draaipuzzel in kubusvorm, bedacht door Péter Sebestény. Het is een 4×4×4-variant op Rubiks kubus met aan elke zijde geen 9 maar 16 vlakken. Deze puzzel heeft 7 401 196 841 564 901 869 874 093 974 498 574 336 000 000 000 (meer dan 7 septiljard) mogelijke posities.

## Spel
De puzzel is zo ontworpen dat het lijkt of het oppervlak in 56 kubusjes is verdeeld, die door middel van draaiing over 90 en 180 graden om de negen draaiassen ten opzichte van elkaar van positie kunnen verwisselen. Doel is om – door deze rotaties in een bepaalde volgorde toe te passen – van een gehusselde naar een geordende toestand terug te keren, waarbij elk zijvlak van de puzzel uiteindelijk weer één kleur krijgt.
Variantopdrachten zijn om te proberen bepaalde patronen op de zijvlakken te tonen.
Het wereldrecord voor het oplossen van een Rubik's Revenge is 16,79 seconde en staat op naam van Max Park uit de Verenigde Staten.

## Opbouw
Deze 4×4×4-kubus is – anders dan de originele Rubiks kubus – niet opgebouwd rond een vaste kern met daaraan de zes basiskleuren maar bestaat uit een kogel waarin de middelste vierkantjes van elk vlak gelagerd kunnen glijden. De direct aan deze middelste kubusjes grenzende kubusjes haken via een soort gleufjes in de middelste kubusjes, waardoor elke 'laag' draaibaar wordt; de hoekkubusjes haken weer via gleufjes in de buitenste kubusjes.
Naast de 4×4×4-versie bestaat ook nog een 5×5×5-versie (de 'Professor's Cube'), en softwarematig is op de computer elke denkbare n×n×n-kubus te simuleren.